# (9920) Bagnulo
(9920) Bagnulo est un astéroïde de la ceinture principale.

## Description
(9920) Bagnulo est un astéroïde de la ceinture principale. Il fut découvert le 1er mars 1981 à Siding Spring par Schelte J. Bus. Il présente une orbite caractérisée par un demi-grand axe de 2,78 UA, une excentricité de 0,04 et une inclinaison de 3,3° par rapport à l'écliptique.

## Compléments